# Christina Lindberg
Britt Christina Marinette Lindberg (Gotemburgo, 6 de diciembre de 1950) es una periodista sueca conocida internacionalmente por su trabajo como actriz y modelo a finales de los años 60 y principios de los 70.

## Biografía
Lindberg creció en una casa de clase trabajadora en Annedal, Gotemburgo, junto a su hermana y a tres hermanos. Estudió latín en el colegio y planeó continuar sus estudios en Arqueología.

## Carrera de modelo
Durante sus años de instituto, cuando tenía cerca de 18 años, comenzó a posar desnuda en revistas para hombres tales como FIB aktuellt y Lektyr, después de haber atraído la atención por haber posado en bañador para periódicos. Más tarde, apareció en otras revistas masculinas como Penthouse (Reino Unido), Playboy (Estados Unidos), Lui (Francia) y Mayfair (Reino Unido). Fue una Pet de Penthouse en el número de junio de 1970.

## Carrera cinematográfica
Lindberg ha aparecido en 23 películas, la mayoría eróticas, de explotación y de porno blando. Su primera película fue la producción estadounidense Maid in Sweden, grabada en Suecia con un elenco sueco. Su segundo papel fue en la comedia de Jan Halldoff Rötmånad, la cual fue estrenada en 1970. La película fue vista por más de 250,000 personas y se convirtió en un éxito comercial en su país. Su tercera película, Exponerad, fue estrenada en el festival de Cannes de 1971 y la convirtió en una estrella internacional.
Siguió una larga serie de películas de explotación, muchas de las cuales fueron filmadas en Alemania y Japón. Como parte de la campaña de marketing de Exponerad, hizo un viaje publicitario a Japón, el cual luego resultó en una invitación para aparecer en películas de explotación japonesas. En Japón, interpretó un papel secundario en la película clásica de pinky violence de Norifumi Suzuki Sex & Fury. En 1972, interpretó a Madeleine en la controvertida película de Bo A. Vibenius Thriller - en grym film. El director Quentin Tarantino expresó su admiración tanto por la película como por la interpretación de Lindberg, y Madeleine más tarde sirvió de inspiración para el personaje de Daryl Hannah en las películas de Kill Bill de Tarantino.
A Lindberg no le gustó que las fotografías fuesen más y más explícitas y durante la grabación de la película de Gerard Damiano Flossie (también conocida como Natalie) en el oeste de Alemania abandonó el set y regresó a Suecia. Damiano (quien también dirigió la notoria Garganta profunda) convenció a Lindberg de que abandonase porque él sabía que iba a ser una película hardcore. Durante varios años, el productor alemán intentó traerla de vuelta en un intento de completar la película. De acuerdo con Videooze, más de 1,000 metros de filme ya habían sido rodados por Damiano. La producción se paró y nunca se retomó.

## Después de la actuación
En su introducción al libro de Daniel Ekeroth Swedish Sensationsfilms: A Clandestine History of Sex, Thrillers, and Kicker Cinema, Christina Lindberg explica que después de dejar atrás las películas de explotación estuvo ocupada con otros proyectos. En 1972, conoció a su futuro prometido, Bo Sehlberg, y más tarde, comenzó a trabajar para su revista de aviación, Flygrevyn. Cuando Sehlberg falleció en 2004, Lindberg tomó el control de la propiedad y la posición de editora jefe de la revista. También ha producido un vídeo instructivo sobre cómo elegir y coger setas, Christinas Svampskola, y es muy apasionada sobre la preservación del lobo sueco. Intentó entrar en la escuela de teatro Scenskolan en 1975 después de haber tomado clases privadas con Öllegård Wellton, pero solo logró aprobar dos de los tres exámenes. Continuó posando y escribiendo para revistas de hombres mientras estudiaba periodismo en Poppius, y finalmente se estableció como periodista.

## Filmografía
Nota: Las películas aparecen por orden de producción, según el diario de Lindberg.
| Año  | Título                                                                           | Papel                                                                                                 | Notas |
| ---- | -------------------------------------------------------------------------------- | --- | --- |
| 1970 | Rötmånad (What Are You Doing After the Orgy?)                                    | Anna Bella Gustafsson                                                                                 | Papel secundario |
| 1971 | Yusra                                                                            | No está claro si Lindberg en verdad aparece en esta película (sus escenas pueden haber sido cortadas) | |
| 1971 | Maid in Sweden (Jena)                                                            | Inga                                                                                                  | Papel protagonista (acreditada como Kristina Lindberg); filmado enteramente en inglés |
| 1971 | Smoke (película de 1971)                                                         | Annie                                                                                                 | Papel secundario menor. Annie se basó en la tira cómica estadounidense Little Orphan Annie. |
| 1971 | Exponerad (Exposed)                                                              | Lena Svensson                                                                                         | Papel protagonista (acreditada como Cristina Lindberg) |
| 1972 | Every Afternoon (Swedish Wildcats)                                               | Helga                                                                                                 | Breve aparición |
| 1972 | Young Playthings                                                                 | Gunilla                                                                                               | Papel protagonista |
| 1972 | Mädchen, die nach München kommen (Sex At The Olympics)                           | Anja                                                                                                  | Papel secundario menor |
| 1972 | Schulmädchen-Report 4. Teil – Was Eltern oft verzweifeln lässt (Campus Swingers) | Barbara Heinbach                                                                                      | Papel secundario menor. La versión estadounidense es 20 min. más corta, y muchas de las escenas de Lindberg se cortaron |
| 1973 | Liebe in drei Dimensionen (Love in 3-D)                                          | Inge                                                                                                  | Papel secundario menor |
| 1973 | Was Schulmädchen verschweigen (What Schoolgirls Don't Tell)                      | Papel secundario menor                                                                                | |
| 1973 | Jorden runt med Fanny Hill (Around The World With Fanny Hill)                    | Modelo Albóndiga                                                                                      | Breve aparición |
| 1973 | Furyô anego den: Inoshika Ochô (Sex & Fury)                                      | Christina                                                                                             | Papel secundario |
| 1973 | Poruno no joô: Nippon sex ryokô (Journey to Japan)                               | Ingrid Jacobsen                                                                                       | Papel secundario |
| 1973 | Wide Open (Sängkamrater)                                                         | Eva                                                                                                   | Papel secundario menor |
| 1973 | Anita – ur en tonårsflickas dagbok (Anita: Swedish Nymphet)                      | Anita                                                                                                 | Papel protagonista. Hay varias versiones de esta película, incluyendo la versión de EE. UU. con inserciones hardcore las cuales fueron rodadas más tarde (Lindberg no participó en estas escenas). La versión hardcore no fue lanzada en DVD. |
| 1974 | Thriller – en grym film (They Call Her One Eye)                                  | Madeleine/Frigga/Un Ojo                                                                               | Papel protagonista |
| 1977 | 91:an och Generalernas Fnatt                                                     | Enfermera de la muestra de sangre                                                                     | Breve aparición |
| 1979 | There Is a Sunrise Every Morning                                                 | Chica de la cueva                                                                                     | Eco-drama/documental |
| 1980 | Attentatet (Outrage)                                                             | Breve aparición                                                                                       | |
| 1980 | Sverige åt svenskarna (Battle of Sweden)                                         | Amante francesa                                                                                       | Breve aparición |
| 1982 | Gräsänklingar (One-Week Bachelors)                                               | Estríper (Desacreditada)                                                                              | Breve aparición |
| 1993 | Christinas Svampskola                                                            | (Ella misma)                                                                                          | Vídeo instructor de 20 min. sobre setas |
| 2000 | Sex, lögner & videovåld (Sex, Lies & Videoviolence)                              | Frigga/Madeleine/Un Ojo (Cameo)                                                                       | Una parodia en vídeo no comercial de varias películas conocidas. Hecho por fanes suecos que trabajan en la industria del cine y del entretenimiento, grabado en 1990-1993                                                                     |